# Adoretus sundaicus
Adoretus sundaicus är en skalbaggsart som beskrevs av Ohaus 1914. Adoretus sundaicus ingår i släktet Adoretus och familjen Rutelidae. Inga underarter finns listade i Catalogue of Life.